# Onodló
De Onodló (Nederlands: Entwas) (Engels: Entwash) is een rivier in Midden-aarde, de fictieve wereld uit de werken van J.R.R. Tolkien.
De rivier ontspringt in Fangorn, het entwoud, vandaar ook de naam Entwas.
De rivier was oorspronkelijk de grens van de Gondoriaanse provincies Anórien en Calenardhon. De Éothéod kregen gebied Calenardhon, op Isengard na, van de Gondorianen. De Entwas bleef altijd een belangrijke rivier van Rohan. De rivier scheidt de West- en Oost-Emnet.
In de Oorlog om de Ring marcheerde een orkleger van Saruman langs de Entwas de West-Emnet in. Dit leger had in de Slag van Parth Galen Boromir gedood en Pepijn en Merijn gevangengenomen. Vlak bij het Fangorn werden ze achterhaald door de ruiters van Éomer en tot de laatste man afgeslacht.
Na de oorlog werden er vele havens aan de Entwas gesticht.
Zie ook: Lijst van koningen van Rohan
Adorn · Anduin (de Grote Rivier) · Angren (Isen) · Baranduin (Brandewijn) · Betoverde Rivier · Bruinen (Luidwater) · Carnen (Roodwater) · Celduin (Running) · Celebrant (Zilverlei) · Celos · Ciril · Deemril · Dieptestroom · Erui · Gilrain · Glanduin (Grensrivier) · Glanhir (Meringstroom) · Gwathló (Grauwel) · Harnen (Zuiderrivier) · Lefnui · Lhûn (Lune) · Limlicht · Mitheithel (Grijsvloed) · Morgulduin · Morthond · Nimrodel · Ninglor (Lis) · Onodló (Entwas) · Poros · Rhimdath · Ringló · Serni · Sirith · Sirannon (Poortstroom) · Sneeuwborn · Het Water · Wilgewinde · Woudrivier